# Scythris iagella
Scythris iagella is een vlinder uit de familie dikkopmotten (Scythrididae). De wetenschappelijke naam is voor het eerst geldig gepubliceerd in 1925 door Chretien.
De soort komt voor in Europa.